# Mutant (roman)
Mutant är en SF-roman från 1953 av Henry Kuttner. Handlingen utspelas någonstans i nuvarande USA ungefär ett halvsekel efter ett kärnvapenkrig, kallat "Smällen". På grund av strålningen har en stor mängd muterade barn fötts, en av de vanligare mutationerna har gett upphov till telepatiska förmågor, något som de icke drabbade i allmänhet har mycket svårt att acceptera - dock har det i romanens början inte uppstått några direkta våldsamheter.